# Codie Taylor
Codie Joshua Dane Taylor (nacido en Levin el 31 de marzo de 1991) es un jugador de rugby neozelandés hooker para la selección de rugby de Nueva Zelanda, para el club Crusaders y para Canterbury en la ITM Cup. 
Taylor es el tataranieto del jugador neozelandés Walter Pringle.

## Trayectoria deportiva
Habiendo crecido en Feilding y Levin antes de trasladarse a Christchurch Era un miembro del equipo amplio de entrenamiento de los Crusaders para la temporada de Super Rugby 2012 y fue posteriormente promocionado al equipo senior para la temporada de Super Rugby 2013.

### Internacional
Taylor formó parte del equipo de rugby sub-20 neozelandés, los Junior All Blacks, que ganó el Campeonato Mundial de Rugby Juvenil de 2011.
De ascendencia Ngāti Raukawa y Muaūpoko, Taylor jugó para los Māori All Blacks en 2014.
Taylor fue seleccionado para el equipo All Blacks en 2015 frente a Samoa. Su primer partido para los All Blacks fue el primero de la Copa Mundial de Rugby de 2015 contra Argentina, cuando salió en el minuto 59 para reemplazar a Keven Mealamu como hooker. Logró un try en su debut, en el minuto 71, después de que los All Blacks ganaran una melé cercana a la línea de marca argentina. En el siguiente partido, contra Namibia, que terminó con victoria neozelandesa 58-14, Taylor anotó un ensayo.
Fue seleccionado por Steve Hansen para formar parte de los All Blacks en la Copa Mundial de Rugby de 2019 en Japón donde desplegaron un brillante juego en el que ganaron todos los partidos de la primera fase excepto el partido contra Italia que formaba parte de la última jornada de la primera fase,que no se disputó debido a la llegada a Japón del Tifón Hagibis.
En cuartos de final se enfrentaron a Irlanda, partido con cierto morbo porque el XV del trébol había sido el único que había sido capaz de vencer a los All Blacks en los últimos años. Sin embargo, Nueva Zelanda desplegó un gran juego y venció por un amplio resultado de 46-14. donde Taylor anotó uno de los ensayos del partido.
En semifinales jugaron ante Inglaterra donde se formó cierta polémica debido a la formación utilizada en forma de uve por el XV de la rosa a la hora de recibir la haka de los All Blacks, el partido fue posiblemente el mejor que se pudo ver en todo el campeonato, donde vencieron los ingleses por el marcador de 19-7. Taylor fue una pieza fundamental para la melé neozelandesa ya que jugó 5 partidos siendo titular en tres de ellos, entre los cuales están los cruces eliminatorios ante Irlanda e Inglaterra.

#### Participaciones en Copas del Mundo
| Mundial                       | Sede       | Resultado     | PJ | Tries |
| ----------------------------- | ---------- | ------------- | -- | ----- |
| Copa Mundial de Rugby de 2015 | Inglaterra | Campeón       | 1  | 1     |
| Copa Mundial de Rugby de 2019 | Japón      | Tercer puesto | 5  | 1     |

## Palmarés y distinciones notables
- Super Rugby 2017
- Super Rugby 2018
- Super Rugby 2019
- Copa Mundial de Rugby de 2015
- Rugby Championship 2016
- Rugby Championship 2017
- Rugby Championship 2018